# Rick Smith
Richard Allan „Rick“ Smith (* 29. Juni 1948 in Kingston, Ontario) ist ein ehemaliger kanadischer Eishockeyspieler, der im Verlauf seiner aktiven Karriere zwischen 1965 und 1981 unter anderem 765 Spiele für die Boston Bruins, California Golden Seals, St. Louis Blues, Detroit Red Wings und Washington Capitals in der National Hockey League (NHL) sowie 223 weitere Partien für die Minnesota Fighting Saints in der World Hockey Association (WHA) auf der Position des Verteidigers bestritten hat. Seinen größten Karriereerfolg feierte Smith, der mit der kanadischen Nationalmannschaft an der Summit Series 1974 teilnahm, mit dem Gewinn des Stanley Cups in Diensten der Boston Bruins im Jahr 1970.

## Karriere
Smith verbrachte seine Juniorenzeit zwischen 1965 und 1968 bei den Hamilton Red Wings in der Ontario Hockey Association (OHA). Bereits nach seiner Rookiesaison wurde der Verteidiger im Rahmen des NHL Amateur Draft 1966 in der zweiten Runde an siebter Stelle von den Boston Bruins aus der National Hockey League (NHL) ausgewählt. Er verblieb jedoch noch zwei weitere Jahre in der OHA, bis er sein 20. Lebensjahr erreicht hatte und wurde währenddessen in den Jahren 1967 und 1968 ins Second All-Star Team der Liga gewählt. Letztlich schloss Smith seine Juniorenkarriere mit 109 Scorerpunkten in 177 Spielen für die Red Wings ab.
Zur Saison 1968/69 schaffte das junge Talent überraschend den Sprung als fünfter Verteidiger in den Kader der Boston Bruins, für die er im Saisonverlauf – inklusive der Playoffs – 57-mal auf dem Eis stand. Ebenso kam er zu 19 Einsätzen für Bostons Farmteam Oklahoma City Blazers in der Central Hockey League (CHL). Mit Beginn der Spielzeit 1969/70 war der Abwehrspieler durch die Verletzung von Gary Doak Stammspieler der Bruins und gewann am Ende der Stanley-Cup-Playoffs 1970 mit ihnen die gleichnamige Trophäe. Zum Titelgewinn steuerte Smith im entscheidenden siebten Spiel der Finalserie den ersten der vier Treffer Bostons bei. Smith verbrachte nach dem Titelgewinn noch knapp zwei weitere Spielzeiten in Boston, ehe er im Februar 1972 gemeinsam mit Reggie Leach und Bob Stewart zu den California Golden Seals transferiert wurde, die im Gegenzug Carol Vadnais und Don O’Donoghue an die Boston Bruins abgaben.
Bei den Kaliforniern blieb der Kanadier bis zum Ende der Saison 1973/74, ehe er der NHL überraschend den Rücken kehrte und in die zu dieser mit der NHL in Konkurrenz stehende World Hockey Association (WHA) wechselte, die mit hohen Spielergehältern lockte. Dort schloss sich Smith den Minnesota Fighting Saints an, die seine WHA-Transferrechte bereits im Mai 1972 im Tausch für Bill Young und eine Geldsumme von den Philadelphia Blazers erworben hatten. Bei den Fighting Saints verbrachte der Defensivspieler insgesamt drei Spielzeiten, bis das Franchise Ende Februar 1976 den Spielbetrieb noch während der laufenden Saison aufgrund finanzieller Schwierigkeiten einstellen musste. Im Jahr 1974 hatte er die Mannschaft im WHA All-Star Game vertreten. Aufgrund der Auflösung des Teams wurde Smith zu einem sogenannten Free Agent, der daraufhin die Chance wahrnahm, in die NHL zurückzukehren. Dort lagen seine Transferrechte inzwischen bei den St. Louis Blues, die diese im Oktober 1975 von den California Golden Seals käuflich erworben hatten.
Der 27-Jährige fand jedoch auch in St. Louis keine sportliche Heimat. Bis zum Dezember 1976 trug er 45-mal das Trikot der Blues, ehe die Boston Bruins ihre einstige Draftwahl im Tausch für Joe Zanussi zurück in ihr Franchise holten. Smiths zweite Anstellung in Boston dauerte dreieinhalb Spielzeiten an. Mit der Mannschaft erreichte er in den Jahren 1978 und 1979 abermals die Finalserie um den Stanley Cup. Den Erfolg des Jahres 1970 konnte er mit dem Team aber nicht wiederholen. Im Oktober 1980 endete die Zeit des Verteidigers in Boston abermals, als er kurz vor dem Beginn der Saison 1980/81 im NHL Waiver Draft von den Detroit Red Wings ausgewählt wurde. Die Red Wings zeigten nach elf Einsätzen jedoch kein weiteres Interesse, ihn in der NHL einzusetzen und versuchten, ihn über die Waiver-Liste in die Minor Leagues zu schicken. Dadurch, dass er von den Washington Capitals über die Liste ausgewählt wurde, übernahmen diese seinen laufenden Vertrag und ließen ihn bis zum Saisonende 40 weitere NHL-Spiele bestreiten. Nach der Spielzeit beendete Smith kurz vor seinem 33. Geburtstag seine aktive Karriere.

### International
Für sein Heimatland stand Smith im Rahmen der Summit Series 1974 für die aus Spielern der NHL und WHA bestehende kanadische Landesauswahl auf dem Eis. Er kam dabei in sieben der acht Spiele der Serie zum Einsatz und sammelte 14 Strafminuten, während er punktlos blieb.

## Erfolge und Auszeichnungen
- 1967 OHA Second All-Star Team
- 1968 OHA Second All-Star Team
- 1970 Stanley-Cup-Gewinn mit den Boston Bruins
- 1974 Teilnahme am WHA All-Star Game

## Karrierestatistik

### International
Vertrat Kanada bei:
- Summit Series 1974

(Legende zur Spielerstatistik: Sp oder GP = absolvierte Spiele; T oder G = erzielte Tore; V oder A = erzielte Assists; Pkt oder Pts = erzielte Scorerpunkte; SM oder PIM = erhaltene Strafminuten; +/− = Plus/Minus-Bilanz; PP = erzielte Überzahltore; SH = erzielte Unterzahltore; GW = erzielte Siegtore; 1 Play-downs/Relegation; Kursiv: Statistik nicht vollständig)